# FC Aris Bonnevoie
FC Aris Bonnevoie (celým názvem Football Club Aris Bonnevoie) byl lucemburský fotbalový klub z Lucemburku. Byl založen v roce 1922. V roce 1941 byl rozpuštěn a v roce 1944 znovu obnoven.
V roce 2001 se sloučil s týmem CS Hollerich, čímž vznikl nový klub CS Alliance 01.
Klubové barvy byly bílá a černá.

## Úspěchy
- 3× vítěz Nationaldivisioun (1963/64, 1965/66, 1971/72)[2]
- 1× vítěz lucemburského fotbalového poháru (1966/67)[3]